# Chamguava
Chamguava es un género con unos tres especies de plantas con flores perteneciente a la familia Myrtaceae. Es originario de México hasta Centroamérica.

## Descripción
Son arbustos o árboles que alcanzan un tamaño de hasta 20 m de altura; con tricomas de hasta 0.3 mm, simples, blanquecinos, pardo rojizos o pardo amarillentos; ramitas tendiendo a ramificarse dicotómicamente. Hojas opuestas, persistentes, coriáceas a submembranáceas, la nervadura broquidódroma, la vena media impresa en el haz, marcada en el envés, las nervaduras laterales 14-30(-40) pares, inconspicuas, la nervadura marginal débil y casi paralela al margen. Inflorescencias unifloras o agregados de hasta 4 flores (probablemente brotes bracteados cortos) en las axilas foliares o en nudos sin hojas o en ramas más viejas, los pedúnculos con una flor. Flores 4-meras, sésiles o cortamente pedunculadas; bractéolas pequeñas, caducas cerca de la antesis; cáliz cerrado o con lobos separados, en su mayoría persistiendo hasta que el fruto madura; pétalos blanquecinos; estambres 75-160, doblados hacia el centro en el botón, blanquecinos, los filamentos siempre de pocas a varias veces más largos que las anteras en el botón, las anteras 0.5-0.8 mm, glandulares o no glandulares; ovario 2-locular, la placenta generalmente subpeltada (apenas un pedículo en forma de estípite en C. musarum ), el pedículo de la placenta unido por encima del centro; óvulos (2-)4-80 por lóculo, multiseriados, saliendo de la placenta. Frutos en bayas globosas; semillas pocas, 6-10 mm, subreniformes; embrión amiláceo, sin aceite excepto por las glándulas superficiales, no liso cuando se corta en seco, en forma de media luna; cotiledones relativamente pequeños o no evidentes; hipocótilo grandemente engrosado, la médula central 1/5-1/8 del total del diámetro del hipocótilo.

## Taxonomía
El género fue descrito por Leslie R. Landrum y publicado en Systematic Botany 16(1): 21–22. 1991. La especie tipo es: Chamguava gentlei (Lundell) Landrum

## Especies aceptadas
A continuación se brinda un listado de las especies del género Chamguava aceptadas hasta febrero de 2013, ordenadas alfabéticamente. Para cada una se indica el nombre binomial seguido del autor, abreviado según las convenciones y usos,
- Chamguava gentlei (Lundell) Landrum
- Chamguava musarum (Standl. & Steyerm.) Landrum
- Chamguava schippii (Standl.) Landrum